# فرانك ك. أرشيبالد (سياسي)
فرانك ك. أرشيبالد هو سياسي كندي، ولد في 1887، وتوفي في 15 يناير 1972.